# آنابجي
آنابجي (أو بركة آناب) هي بركة أثرية في حديقة غيونغجو الوطنية في كوريا الجنوبية. كانت البركة جزءاً من مجمع القصر التابع لسلالة شلا القديمة (57 قبل الميلاد ~ 935 بعد الميلاد). بنيت البركة بأمر من الملك منمو في سنة 674. تقع البركة بالقرب من حد موقع قصر بانوولسونغ في منتصف مدينة غيونغجو. للبركة شكل بيضاوي، وتمتد 200 متر من الشرق إلى الغرب، و180 متر من الشمال إلى الجنوب، وتضم ثلاثة جزر صغيرة.

## التاريخ
البركة تقع بالقرب من قصر شلا المسمى بانوولسونغ. في كتاب تاريخ الممالك الثلاث (سامغك ساغي) كتب: «خلال عهد الملك منمو بنيت بركة جديدة في القصر، واجتمعت بها الطيور والزهور». كما أن البركة تذكر أثناء أحد الاستقبالات الملكية والتي أقامها الملك غيونغسن في سنة 931، وذلك في الفترة التي كانت شلا تتفتت فيها. بعد سقوط شلا، أصبحت البركة في حالة سيئة للعديد من القرون. الاسم «آنابجي» يظهر في القرن السادس عشر أثناء عصر جوسون في أحد المستندات «المسح الجغرافي المتزايد لكوريا» (بالهانغل: 동국여지승람 | بالهانجا: 東國輿地勝覽) والذي يوضح أن الملك منمو زخرف هذه البركة بجماليات طاوية.

## التجديدات واستخراج الآثار
كجزء من مشروع ترميم المواقع الأثرية في غيونغجو، فقد أزيل الوحل أسفل البركة وأعيد بناؤها في سنة 1974. مشروع الاستخراج طويل المدى من مارس 1975 إلى ديسمبر 1986 أثمر في إيجاد عدد كبير من القطع الأثرية في البركة. أثمرت الأبحاث في اكتشاف أن البركة كانت محاطة بجدران حجرية وأن خمس مباني كانت تحيط بها من الجنوب والغرب، كما كشفت أنظمة الممرات المائية. قرابة 33 ألف قطعة من الآثار التاريخية استخرجت من الموقع. استخرجت العديد من قراميد السقف ذات الشكل الفريد، كما استخرجت العديد من المواد المعمارية، والفخاريات، وأصنام بوذا البرونزية المذهبة، والمجوهرات، والإكسسوارات، وأدوات الاستعمال اليومي مما قدم نظرة إلى الفنون البوذية والحياة اليومية في شلا.

## المقصد السياحي
آنابجي تدخل حالياً ضمن تقسيم إنوانغ دونغ، وهي جزء من حديقة غيونغجو الوطنية. قرابة 730 قطعة أثرية معروضة حالياً في قاعة معروضات آنابجي، وهو معرض خاص ضمن متحف غيونغجو الوطني. موقع إمهايجون هو جزء من الأراضي أيضاً، حيث يعتبر أكثر المباني أهمية والذي استخدم كقصر لولي العهد. بعض المواقع الأثرية أعيد بناؤها كما كانت، لكن البعض الآخر ترك كما هو.

## المعرض

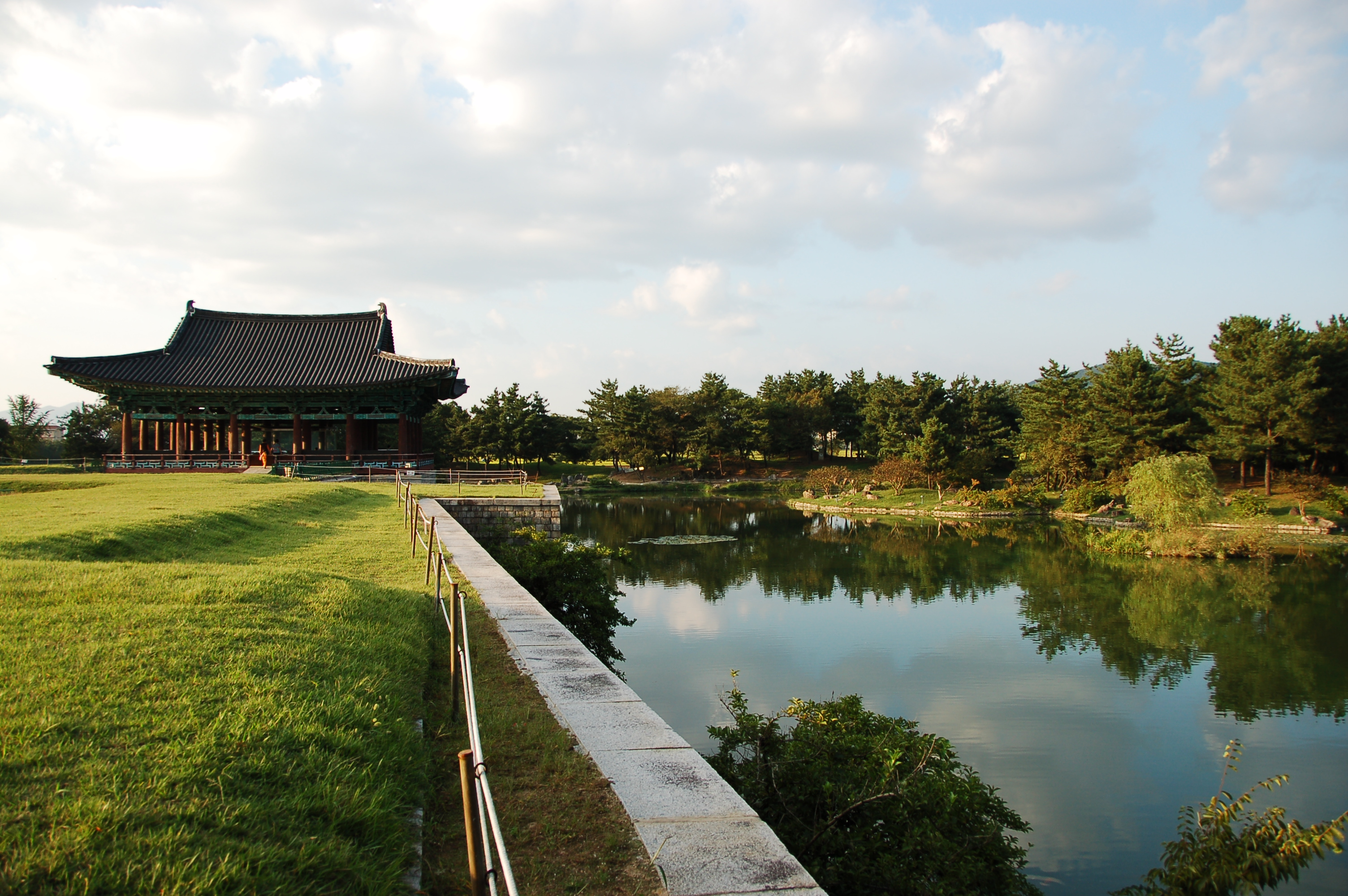
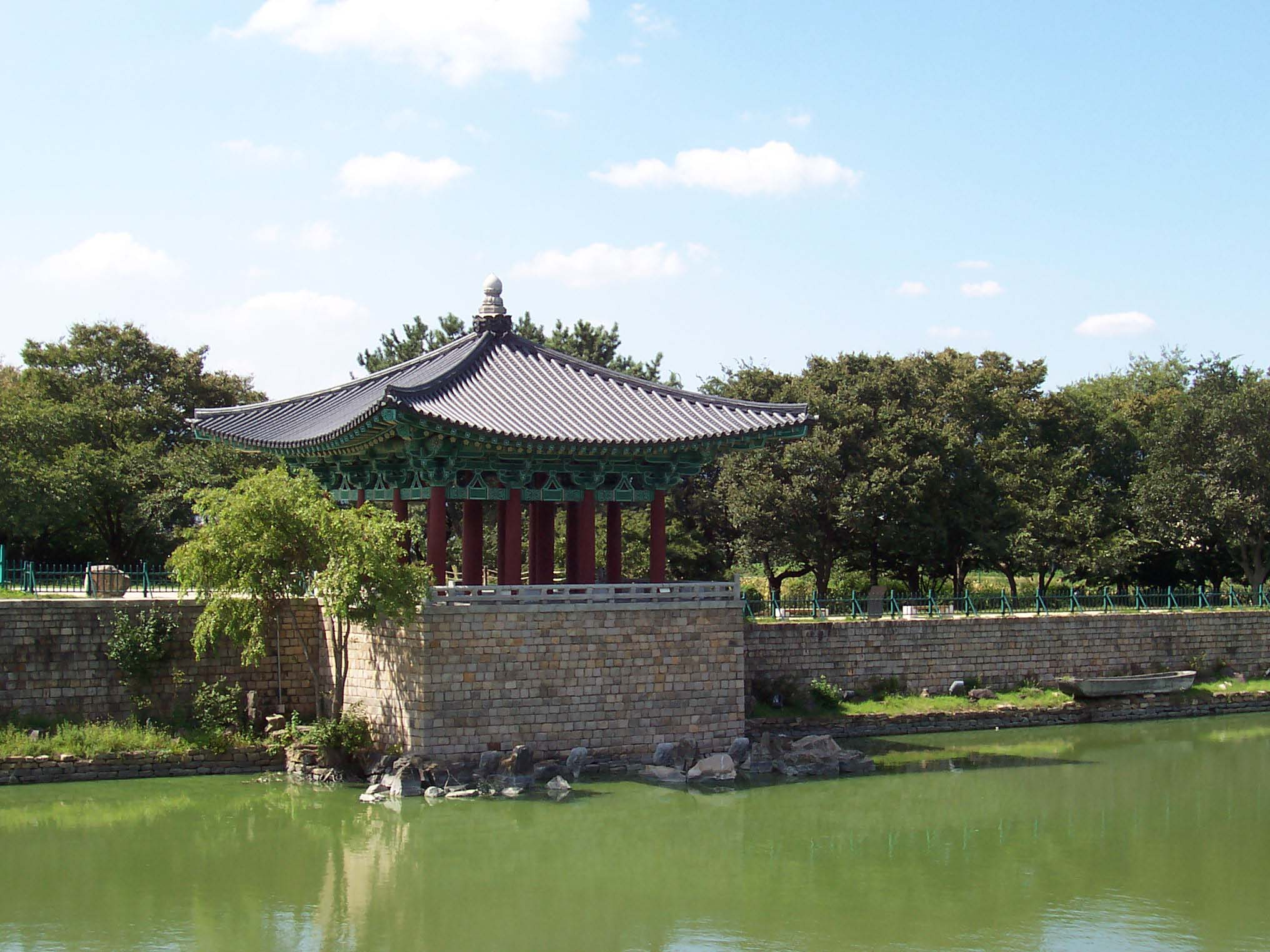
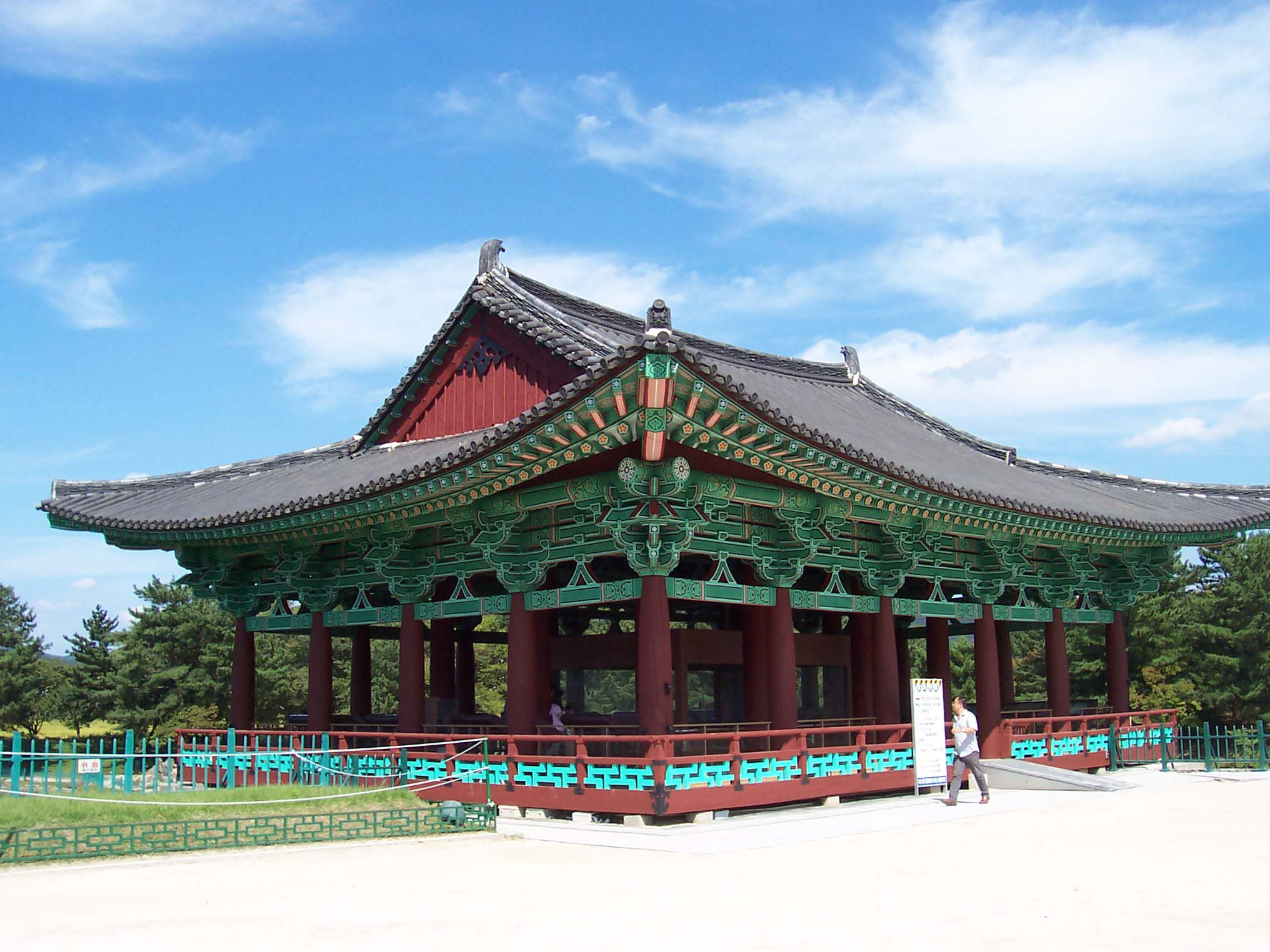
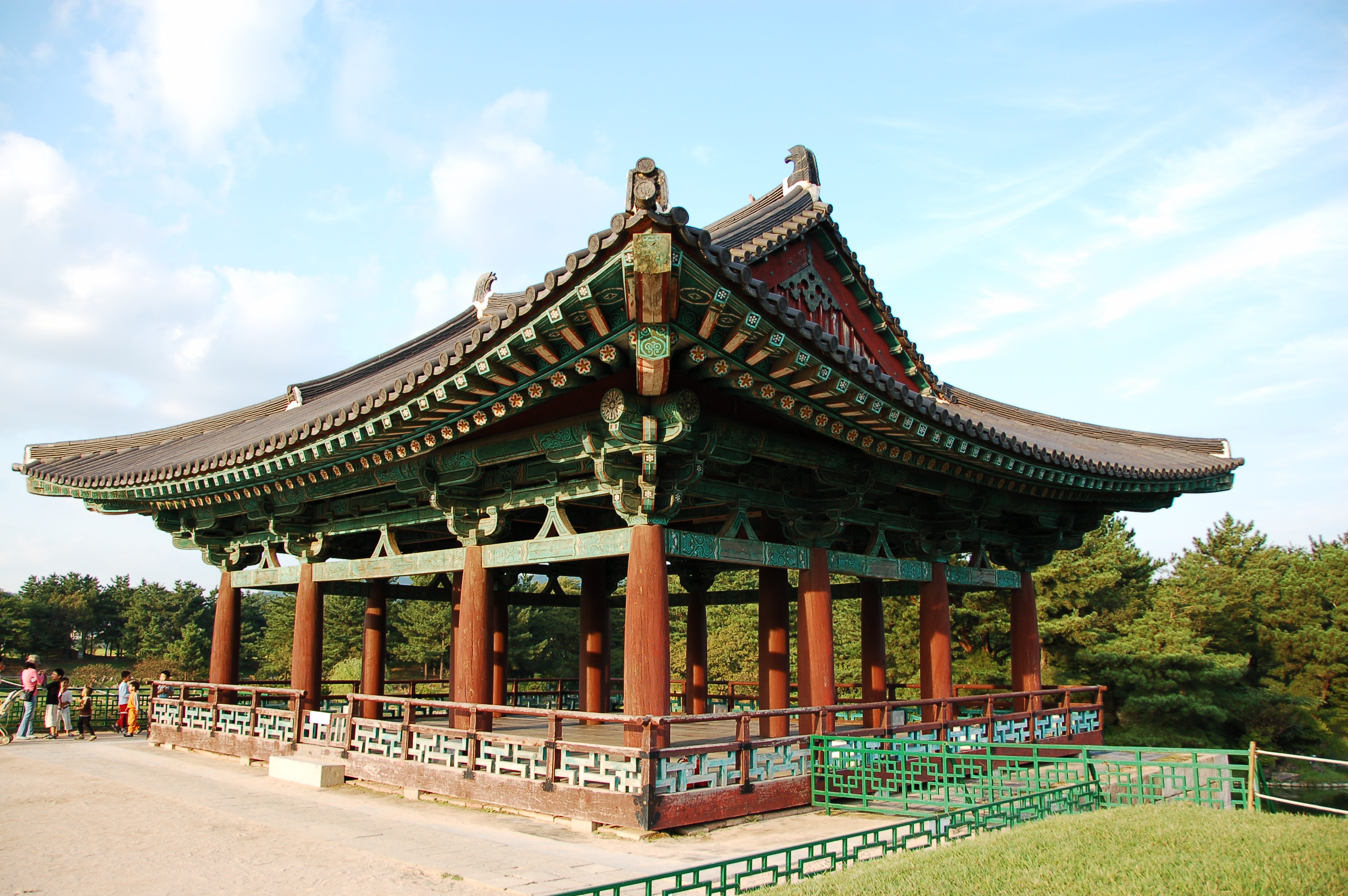
جناح أعيد بناؤه بالقرب من البحيرة
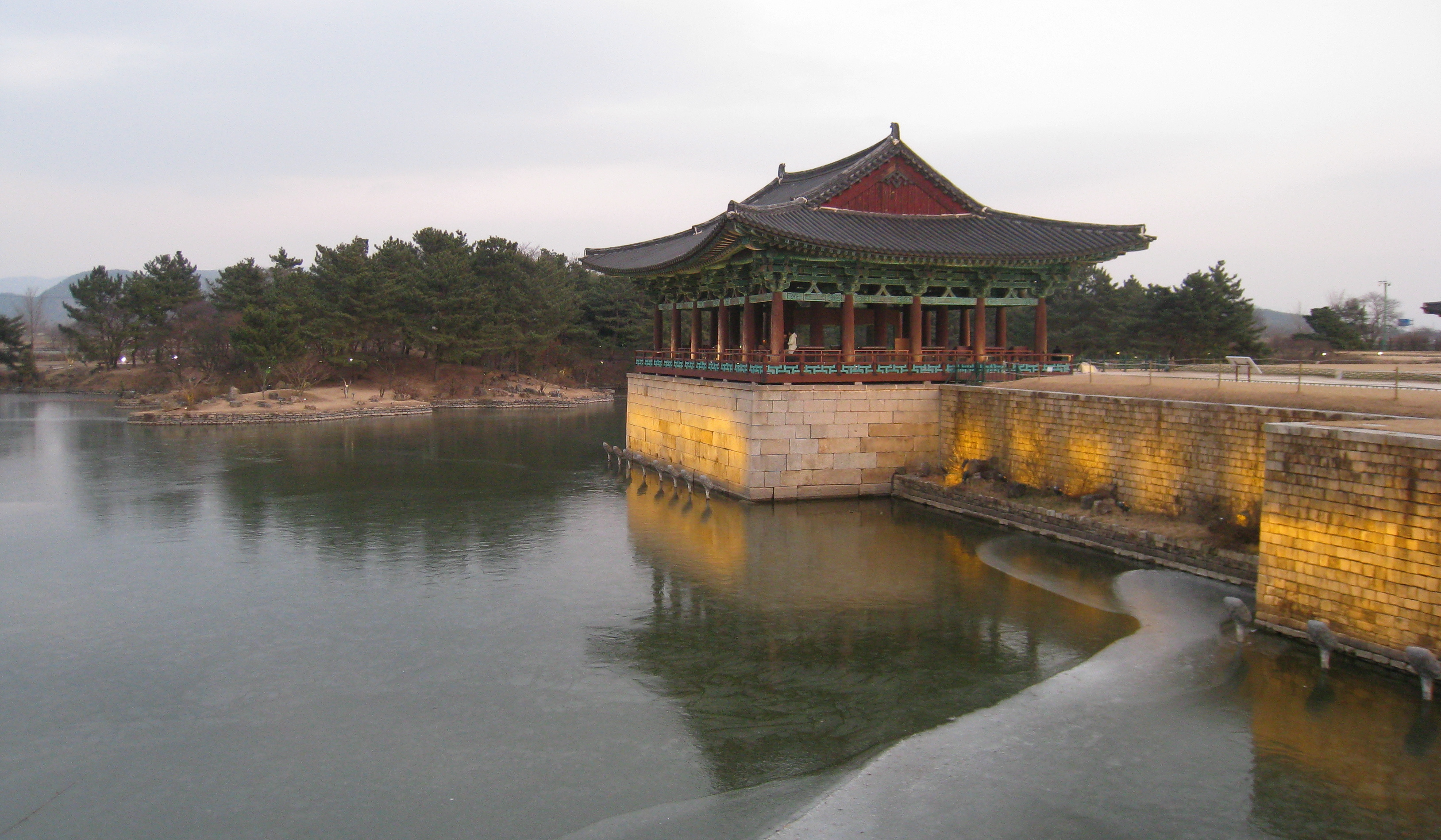
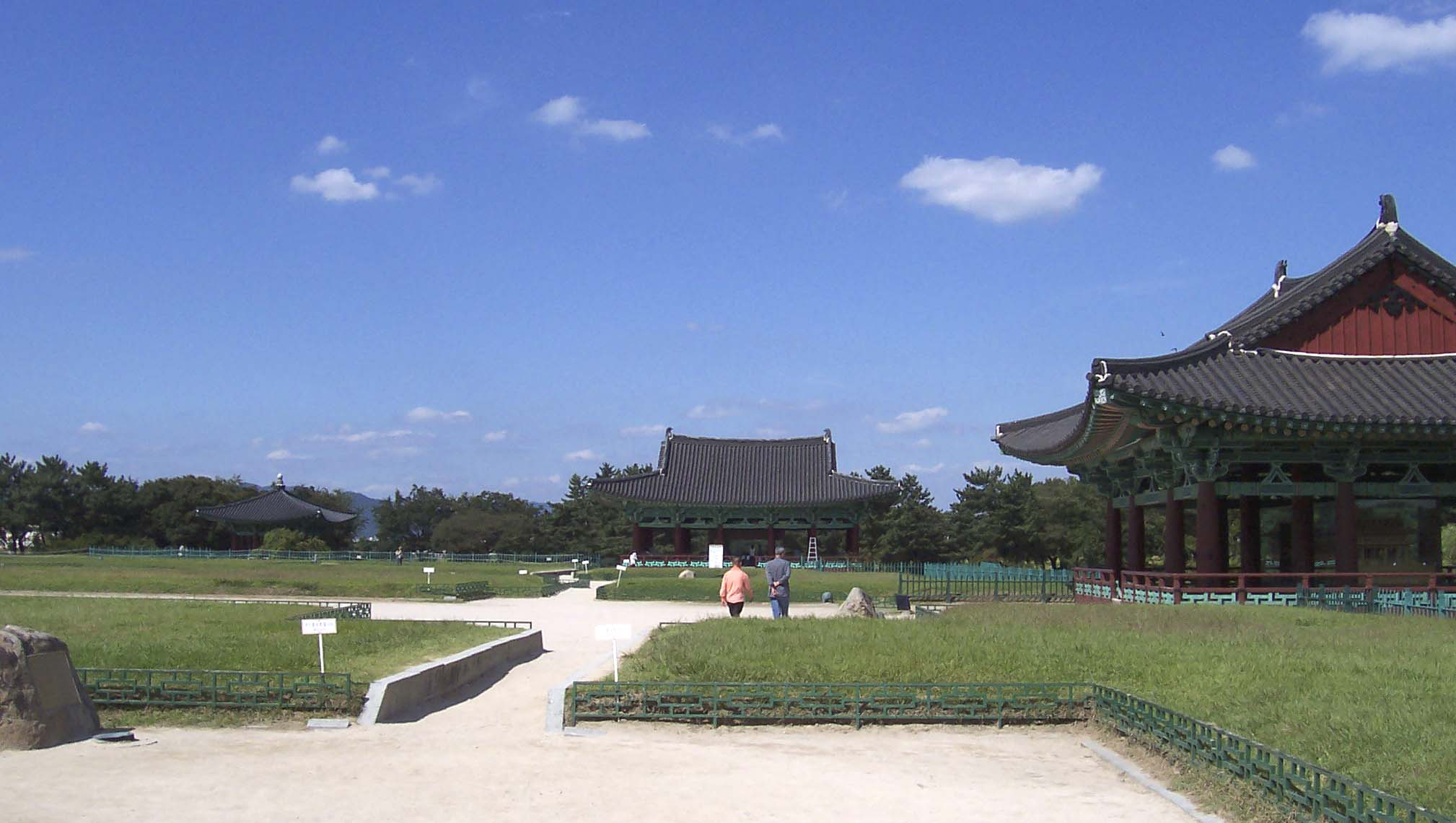
من المدخل
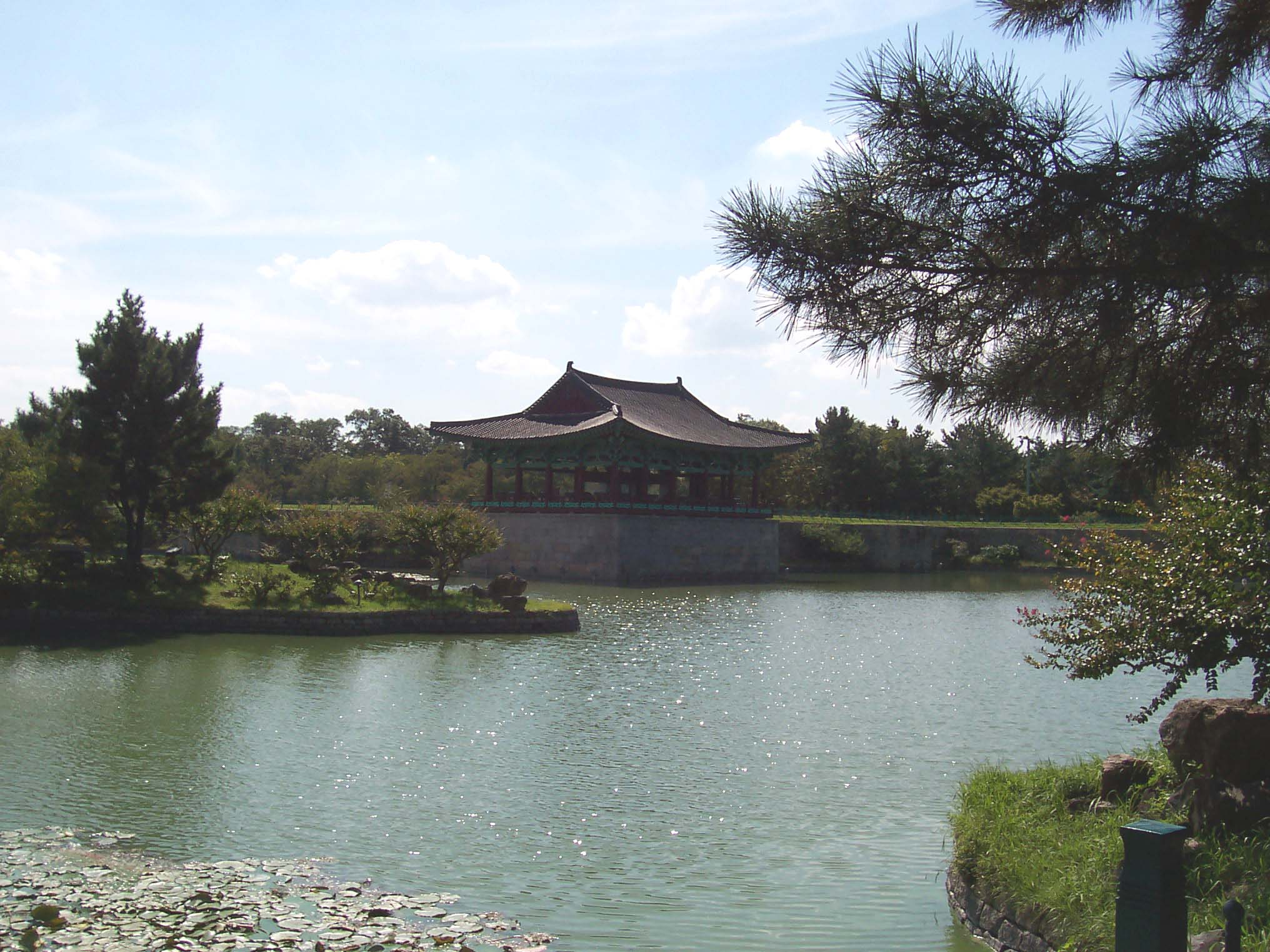

## وصلات خارجية
- العمارة التاريخية الآسيوية، ملف التعريف لآنابجي.
- الموقع الرسمي للمدينة (بالإنجليزية).
- متحف غيونغجو الوطني.